# Halász Jenny
Halász Jenny, Halász Eugénia (Budapest, 1898. december 1. – Budapest, 1963. február 10.) pedagógus, pedagógiai író.

## Élete
Halász Móric (1871–1943) gyárigazgató, magánhivatalnok és Sterk Dóra (1879–1911) gyermekeként született zsidó családban. Apai nagyapja Halász Náthán (1834–1910) iskolaigazgató, újságíró, anyai nagyapja Sterk Gyula (1835–1900) orvos volt. Nagybátyja Halász Frigyes (1864–1932) ügyvéd, kormányfőtanácsos.
Az Országos Nőképző Egyesület Veres Pálné Leánygimnáziumában érettségizett (1919). Tanulmányait Bécsben, majd Heidelbergben folytatta, azonban egészségügyi okokból nem fejezte be. Miután hazatért, tanítói oklevelet szerzett. Az óvodai pedagógia korszerűsítésén munkálkodott; a fasizmus éveiben harcolt a haladó szellemű óvónőképzésért. 1928–1934-ben szerkesztőségi titkára volt A Jövő Útjának. 1935-től 1939-ig a főképp szülőkhöz szóló, baloldali szerzők által szerkesztett Gyermeknevelés című folyóirat kiadója és szerkesztője volt. 1940-től 1944-ig a Budai Izraelita Hitközség Anya- és Nevelőképző tanfolyamát vezette, ahol az érettségizett lányoknak lehetősége volt egy év alatt óvónői, illetve gyermekgondozói képzettséget szerezni. 1945 után aktívan részt vett az óvodai pedagógia, a gyermekvédelem felvirágoztatásában. Vezette a Magyar Nők Demokratikus Szövetségének mintaóvodáját, majd a Magyar Kommunista Párt Gyermekotthonát.  Az 1950-es évek közepén orvosírnokként dolgozott.
A Farkasréti izraelita temetőben nyugszik.

## Főbb művei
- A gyermek helye a családban (Budapest, 1963)

## Díjai, elismerései
- Miniszteri Dicsérő Oklevél (1959)